# Сесар Чавез (Тексас)
Сесар Чавез (енгл. Cesar Chavez) насељено је место без административног статуса у америчкој савезној држави Тексас.

## Демографија
По попису из 2010. године број становника је 1.929, што је 460 (31,3%) становника више него 2000. године.
| Група             | 2000.         | 2010.         |
| Белци             | 266 (18,1%)   | 110 (5,7%)    |
| Афроамериканци    | 0 (0,0%)      | 5 (0,3%)      |
| Азијати           | 0 (0,0%)      | 0 (0,0%)      |
| Хиспаноамериканци | 1.198 (81,6%) | 1.812 (93,9%) |
| Укупно            | 1.469         | 1.929         |